# قنوات فولكمان
قنوات فولكمان (بالإنجليزية: Volkmann's canals)‏ هي ترتيبات ذرية في العظام القشرية ، مُسمّاة باسم البروفسير الفيزيولوجي الألماني/ ألفريد فيلهلم فولكمان فولكمان (1801-1877) (بالألمانية: Alfred Wilhelm Volkmann) ، و تُعرف أيضاً باسم الفتحات أو القنوات الثاقبة (بالإنجليزية: perforating holes or channels)‏.

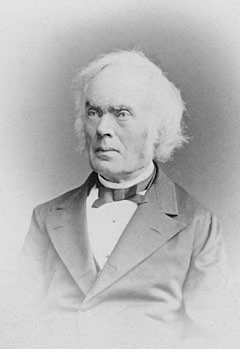
بروفسير/ألفريد فيلهلم فولكمان.

توجد قنوات فولكمان داخل العظمون ، وهي تصل بين قنوات هافرس بعضها البعض وبين السمحاق. وعادة ما تجري القنوات بزوايا منفرجة إلى قنوات هافرس وتحتوي على تفاغر وعائي بين الشعيرات الدموية الهافرسية.
قنوات فولكمان هي أي من القنوات الصغيرة في العظام التي تنقل الأوعية الدموية من السمحاق إلى العظام والتي تتصل مع قنوات هافرس. توفر القنوات الطاقة والعناصر المغذية للعظمونات.

## معرض الصور
1. قناة فولكمان

2. قناة هافرس

1. قناة فولكمان

2. قناة هافرس

3. صفاحة (lamella)